# ガブロヴォ州

ガブロヴォ州
Област Габрово

ガブロヴォ州（ガブロヴォしゅう、ブルガリア語: Област Габрово, ラテン文字転写: Oblast Gabrovo）はブルガリア中北部に位置する州。

## 基礎自治体

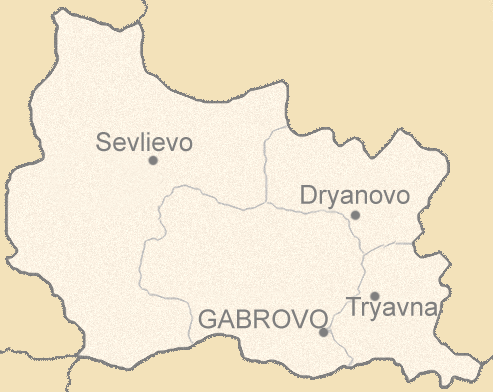
ガブロヴォ州の基礎自治体

ガブロヴォ州には4つの基礎自治体がある。
- ガブロヴォ (Gabrovo)
- ドリャノヴォ (Dryanovo)
- セヴリエヴォ(Sevlievo)
- トリャヴナ (Tryavna)

## ガブロヴォ
ガブロヴォはガブロヴォ州の州都である。皮革、織物製品の製造で古くから知られ、「ブルガリアのマンチェスター」の異名もあるが、マンチェスターとは違って小さな地方都市である。
ブルガリアではユーモアと風刺の町として知られている。1972年のエイプリル・フールの日には博物館「ユーモアと風刺の館」（House of Humour and Satire、公式サイト）をオープンさせている。ガブロヴォ・ジョークは一般に、「ガブロヴォ人は倹約家、守銭奴だ」というステレオタイプに基づいて、カブロヴォ人の過剰な倹約術を面白おかしく語るものが多い。ブルガリアのジョークのオチには必ずといっていいほどガブロヴォが登場するほどである。

## ボジェンツィとエタラ

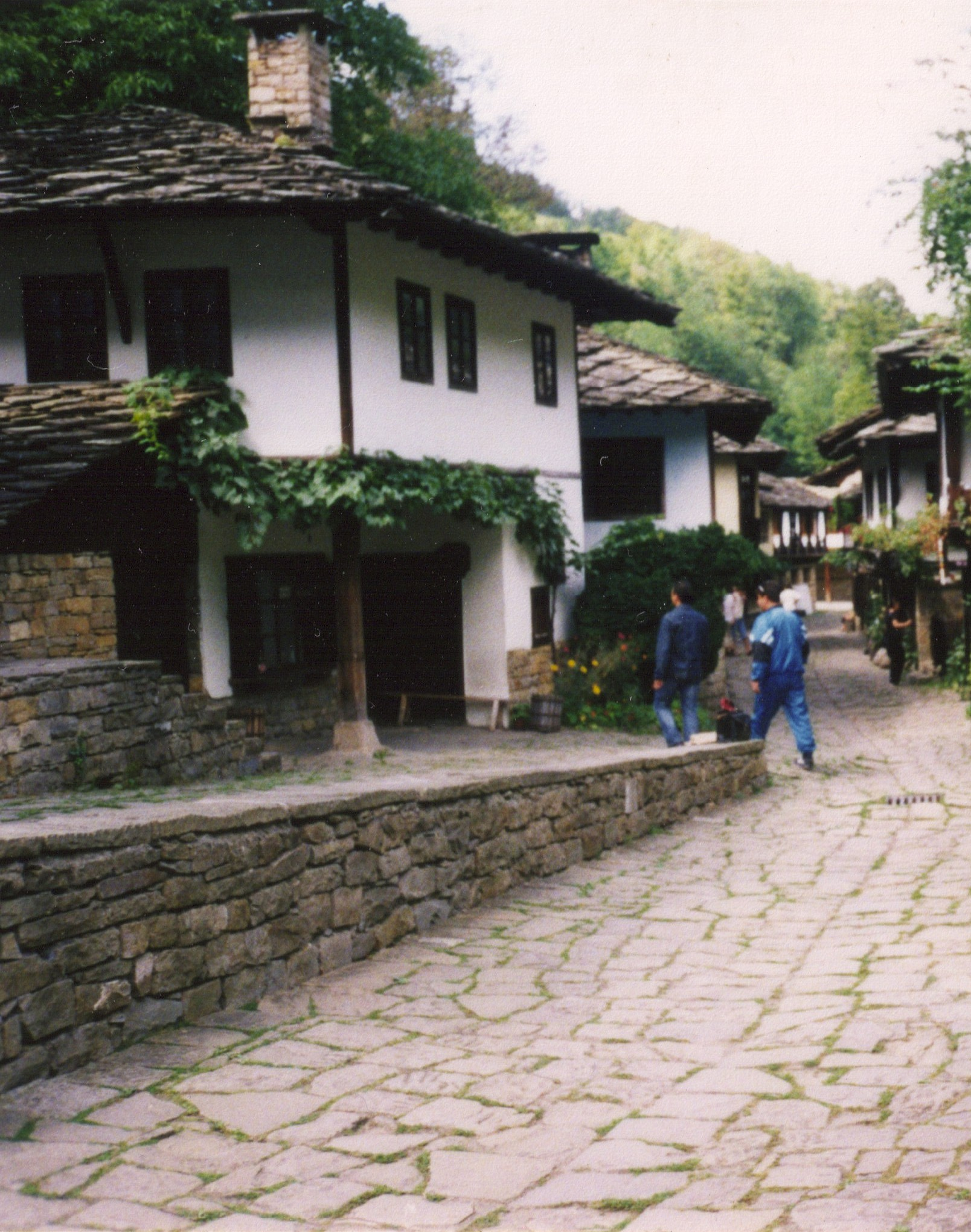
View of the Etara complex

ボジェンツィ（Боженци、Bozhentsi）は古い村の景観を保存した地区である。近くには屋外博物館「エタル建築民俗館」（Архитектурно-етнографски комплекс „Етър“、Etar Architectural-Ethnographic Complex、エタラ、Етъра、Etaraとして知られる）がある。エタラは人工的に再現された民族復興期の村であるが、谷間を流れる美しい渓流に沿って、金細工、皮革、刺繍などを行う職人町が再現されている。村にはレストランやカフェやパン屋などもあり、ロクム（ターキッシュ・デライト）などの甘味菓子を楽しむことができる。
エタラから南西に1時間程度歩いたところにはソコルスキ僧院（Sokolski Monastery）がある。オスマン帝国の支配下の時代には、帝国に対する反逆者をかくまい、1876年の抵抗運動の拠点となった。現在では、訪問者は少ないが、庭にはバラの木やイボタノキが茂る場所となっている。

## 観光
上述のボジェンツィや屋外博物館エタラ、ソコルスキ僧院のほか、ドリャノヴォ僧院（Дряновски манастир、Dryanovo Monastery）や、冬季リゾート地ウザナ（Узана、en:Uzana）、バルカン山脈でのハイキング
もできる。歴史に興味があればシプカ峠は是非訪れたい。